# Sauerstoffgrenzkonzentration

Dreiecksdiagramm mit eingetragener SGK, UEG und OEG

Die Sauerstoffgrenzkonzentration (SGK) ist die maximale Konzentration von Sauerstoff in einem Gemisch eines brennbaren Stoffes mit Luft und Inertgas, bei der eine Explosion nicht auftritt.
Die Sauerstoffgrenzkonzentration ist neben der oberen und unteren Explosionsgrenze (OEG bzw. UEG) sowie dem Flammpunkt eine Kenngröße explosionsfähiger Gemische.
Sie wird unter festgelegten Versuchsbedingungen bestimmt.